# 前381年
| 千纪： | 前1千纪 |
| 世纪： | 前5世纪 \| 前4世纪 \| 前3世纪 |
| 年代： | 前410年代 \| 前400年代 \| 前390年代 \| 前380年代 \| 前370年代 \| 前360年代 \| 前350年代 |
| 年份： | 前386年 \| 前385年 \| 前384年 \| 前383年 \| 前382年 \| 前381年 \| 前380年 \| 前379年 \| 前378年 \| 前377年 \| 前376年                                                                              |
| 纪年： | 周安王二十一年 魯共公二年 齊康公二十四年 齐侯剡三年 晉孝公八年 趙敬侯六年 魏武侯十五年 韓文侯六年 秦獻公四年 楚悼王二十一年 宋休公十五年 衛慎公三十四年 鄭康公十五年 燕後簡公三十四年 越王翳三十年 |

## 大事记
- 棘蒲之戰，楚國、趙國聯軍打敗魏國，役也是魏國自魏文侯改革以來首次在戰場上失利。
- 楚悼王薨，宗室大臣殺吳起，射中王屍，太子臧立，為楚肅王。追究射王屍者，族滅70餘家。

## 出生
- 秦孝公

## 逝世
- 楚悼王
- 吴起，战国军事家和政治家（前440年出生）。